# عائد مستدام
العائد المستدام لرأس المال الطبيعي هو العائد البيئي الذي يمكن استخراجه دون تقليص قاعدة رأس المال نفسه، أي الفائض المطلوب للحفاظ على خدمات النظام الإيكولوجي في نفس المستوى أو زيادة المستوى بمرور الوقت. يختلف هذا المحصول مع مرور الوقت مع احتياجات النظام البيئي للحفاظ على نفسه، على سبيل المثال غابة عانت مؤخرا من آفة أو فيضان أو حريق سوف تتطلب المزيد من محصولها البيئي للحفاظ على الغابات الناضجة وإعادة إنشائها. أثناء القيام بذلك قد يكون العائد المستدام أقل بكثير.
من مجال الغابات، هو أكبر قدر من نشاط الحصاد الذي يمكن أن يحدث دون تدهور إنتاجية المخزون.

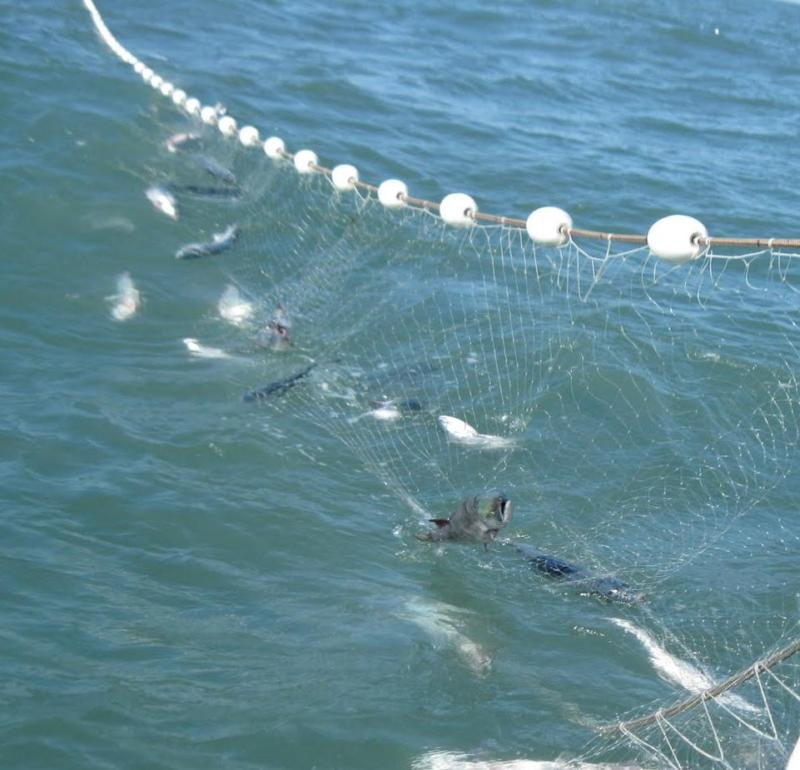
تستخدم إدارة المصايد مفهوم العائد المستدامة لتحديد كمية الأسماك التي يمكن صيدها بحيث يظل الأنواع مستدامة.

هذا المفهوم مهم في إدارة المصايد، حيث يتم تعريف المحصول المستدام على أنه عدد الأسماك التي يمكن استخلاصها دون تقليل قاعدة المخزون السمكي، ويتم تعريف عائد أقصى مستدام على أنها كمية الأسماك التي يمكن استخراجها في ظل ظروف البيئة. قد يكون من الصعب للغاية تحديد العائد المستدام لأن كل الظروف الإيكولوجية الديناميكية وغيرها من العوامل التي لا تتعلق بالحصاد تؤدي إلى تغييرات وتقلبات في كل من رأس المال الطبيعي وإنتاجيته.